# Деацетилази гістонів
Гістонові деацетилази (англ. HDACs - Histone deacetylases) - суперродина ферментів з ядерною, цитоплазматичною та ядерно-цитоплазматичною (можуть переміщуватися) локалізацією. Каталітична дія цих ферментів - це зворотній до дії гістонових ацетилаз процес, при якому від N-термінального домену залишків лізину відщеплюється ацетильна група. Для ацетилювання гістонів, ацетилази використовують ацетильний залишок з Ацетил-КоА. Ацетильна група відщеплюється саме від гістонів в складі нуклеосоми. Ацетильовані гістони дають змогу хроматину знаходитися в неконденсованому стані, тобто при цьому процеси транскрипції здатні відбуватися. Навпаки, деацетилювання призводить до зміни гістонами своєї конформації і конденсації хроматину. Ці процеси грають велику роль в регуляції експресії генів. Але деацетилази гістонів можуть мати інші негістонові білкові субстрати (p53, E2F, MyoD, NR3C4, STAT3). Деацетилази також можуть утворювати комплекси з деякими корепресорами тиреоїдних ядерних рецепторів, в такому випадку рецептор пригнічує експресію зв'язаного ним гена, адже деацетилаза порушує контакт гістонів з РНК-полімеразою II, унеможливлюючи транскрипцію.

## Структура активного центру і доменів

Домени HDAC4

Активний домен є висококонсервативною послідовністю з 390 амінокислот. Активний сайт має вигляд злегка викривленої трубчастої кишені з широким дном. У відщепленні ацетильної групи беруть участь два залишки гістидину, два залишки аспартату та залишок тирозину. Також на дні активного сайту зв'язується йон Zn2+ він є важливою складовою цього центру, дія інгібіторів гістонових деацетилаз зазвичай, саме у відщепленні цього йона. Деацетилази гістонів містять висококонсервативні цинк-вмісні домени; S-сайти зв'язування зі специфічними протеїнкіназами, що містять залишки серину; деацетилази класу IIb містять так званий "цинковий палець"; сайт зв'язування з енхансерним міоцитарним фактором 2 (MEF2); лейцин-збагачені сайти з 20-30 залишків лейцину та сайти зв'язування з шаперонами. Також в деяких ферментів є сайти зв'язування і іншими деацетилазами гістонів.

## Класифікація

### Клас I
До класу входять деацетилази HDAC 1, 2, 3 та 8. Найбільш тісно зв'язані з регулятором транскрипції дріжджів RPD3. Можна знайти в різних клітинах, локалізуються поряд з ядром і мають високу каталітичну активність до гістонів. Генетичний дефект будь-якого з представників цих деацетилаз є летальним.

### Клас IIa
До класу входять деацетилази HDAC 4, 5, 7 та 9. У всіх представників цього класу на N-кінці є специфічний домен для зв'язування з MEF2 і шапероном 14-3-3. Комплекси зв'язанної з MEF2  деацетилази можуть фосфорилюватися деякими протеїнкіназами (наприклад D або кальцій/кальмодулін залежною), це призводить до приєднання деацетилаз до шаперону і дисоціації MEF2. При цьому деацетилаза переноситься в цитоплазму, а її місце на MEF2 займає білок HAT p300. Під дією HAT p300, MEF2 змінює свою дію з репресорної на активаційну. Деацетилази цього класу поширені в тканинах неоднорідно. HDAC5 та 9 зустрічаються більше в серці, м'язах та мозку, 4 - в мозку, 7 - в тимоцитах та ендотеліальних клітинах. Дуже низька каталітична активність.

### Клас IIb
До класу входять деацетилази HDAC6 та 10. HDAC6 відома як головна цитозольна деацетилаза. Мішенями цього ферменту є білки цитоскелету: α-тубулін, контрактин, трансмембранні рецептори (наприклад, інтерферону-α) і шаперони. Бере участь в розбірці війок клітини на початку мітозу. Суперекспресія цього ферменту призводить до метастазування пухлин. HDAC10 може зв'язуватися з іншими HDAC, тому скоріш за все працює не каталітично, а рекрутуючи інші деацетилази. Окрім цього, обидві деацетилази містять два каталітичних домени.  В основному локалізуються в печінці, нирках, селезінці, плаценті та серці.

### Клас III
Представлений так званими "некласичними" деацетилазами гістонів - сиртуїнами. В ссавців це білки - SIRT1, SIRT2, SIRT3, SIRT4, SIRT5, SIRT6, SIRT7. Окрім деацетилазної активності при якій вони вимагають наявності НАД+ , сиртуїни можуть також проявляти моно-АДФ-рибозилтрансферазну активність. Під час деацетилювання, НАД гідролізується на АДФ-рибозу і нікотинамід, а ацетильний залишок зі субстрату переноситься на АДФ-рибозу. А при рибозилтрансферазній активності, АДФ-рибоза переноситься на білковий субстрат. Мають вплив на сигнальні шляхи ядерних факторів NF-kB, FOXO, p53.

### Клас IV[6]
Клас представлений всього одним ферментом - HDAC11, має масу 39 кДа, вперше описаний в 2002 році, його ген знаходиться на третій хромосомі людини. Експресіюється в мозку та тканинах яєчка, підвищена експресія також в ракових клітинах. Інгібує продукування інтерлейкіну-10, а інгібування цієї деацетилази призводить до підвищеної експресії цитокіну OX40L. Окрім цього він може взаємодіяти з HDAC6.

## Інгібітори та їх фармакологічне застосування
Не дивлячись на те, що будь-які мутації в генах, що кодують гістонові деацетилази призводять до летальних випадків ще на ембріональних стадіях, їх інгібітори можуть розглядатися в якості різноманітних препаратів, адже деацетилази беруть участь в регуляції багатьох процесів, в тому числі патологічних. Вважається, що інгібітори гістонових деацетилаз (HDACi) функціонують, блокуючи доступ до активного центру ферменту і витісняючи з нього йон цинку. Найефективніший серед усіх відомих інгібіторів HDAC є протигрибковий антибіотик трихостатин А. Інгібує перший та другий класи гістонових деацетилаз, при цьому відбувається сильне інгібування проліферації ракових клітин. Інша відома група HDACi, це жирні кислоти з коротким ланцюгом та їх похідні - бутирати, фенілбутират, вальпроєва кислота. Ці сполуки менш ефективні за трихостатин А. Циклічні тетрапептидні антибіотики є третьою групою, що належить до HDACi. Мають високий інгібуючий потенціал, більшість з них є продуктами бактерій та грибків, але апіцидин можуть синтезувати штучно. Також інгібуючу дію виявляють бензаміди. Як вже відомо HDAC діють як інгібітори експресії генів, на відміну від гістонових ацетилтрансфераз. Тому, якщо серед генів експресія, яких інгібується дією гістонових деацетилаз, виявиться ген протипухлинного фактору це призведе до збільшення ймовірності розвитку пухлини. HDACi гальмують клітинний цикл на фазі G1 та індукують апоптоз, в усіх трансформованих клітинах введення інгібіторів знижувало ріст пухлин. Перший препарат на основі інгібітору гістонових деацетилаз вориностату, який був схвалений для лікування Т-клітинної лімфоми, виробляється та продається компанією Merck під торговою назвою "Zolinza". Препарат діє на деацетилази HDAC1, 2, 3 та 6.